# Josh Flitter
Joshua Alexander Flitter (Ridgewood, Nueva Jersey, 25 de agosto de 1994) es un actor estadounidense. Es conocido por haber interpretado a Corky en Nancy Drew y a Eddie en The Greatest Game Ever Played, y haber sido la voz de Rudy Kangaroo en la película animada 2008 Dr. Seuss's Horton Hears a Who! y Budderball en las películas de Air Buddies.

## Vida y carrera
Hijo de Carla, quien apareció en Broadway y musicales regionales, y Steve. Josh asistió a la escuela secundaria Marlboro y se graduó en 2012. En 2016, se graduó de la Escuela de Artes Visuales de la ciudad de Nueva York con un título en cine. En 2020, Flitter dirige una cuenta de Twitter, en la que produce cortometrajes y videos de bocetos. Con regularidad declara a sus espectadores que desea un día volver a su estrellato infantil.

## Filmografía

### Películas
| Año  | Título                                | Personaje        | Observaciones |
| ---- | ------------------------------------- | ---------------- | ------------- |
| 2004 | Eternal Sunshine of the Spotless Mind | Young Bully      |               |
| 2005 | Duane Hopwood                         | Jake             |               |
| 2005 | Hide and Seek                         | Little Boy       | No acreditado |
| 2005 | The Greatest Game Ever Played         | Eddie Lowery     |               |
| 2006 | Big Momma's House 2                   | Stewart          |               |
| 2006 | Air Buddies                           | Budderball       | Actor de voz  |
| 2007 | Nancy Drew                            | Corky Veinshtein |               |
| 2007 | License to Wed                        | Chico del coro   |               |
| 2008 | Snow Buddies                          | Budderball       | Actor de voz  |
| 2008 | Dr. Seuss' Horton Hears a Who!        | Rudy Kangaroo    | Actor de voz  |
| 2009 | Space Buddies                         | Budderball       | Actor de voz  |
| 2009 | Santa Buddies                         | Budderball       | Actor de voz  |
| 2010 | Muñecos de nieve                      | Jason Bound      |               |
| 2010 | La búsqueda de Santa Paws             | T-Money          | Actor de voz  |
| 2011 | La leyenda de Igoe Road               |                  | Cortometraje  |
| 2012 | Hallows' Eve                          | Marty            |               |
| 2012 | Santa Paws 2: La Santa Cachorros      | Brutus           | Actor de voz  |
| 2017 | Pup Star: Mejor 2Gether               | Ruff             | Actor de voz  |

### Televisión
| Año  | Título                                 | Personaje        | Observaciones  |
| ---- | -------------------------------------- | ---------------- | -------------- |
| 2003 | Mi vida con los hombres                | Patrick          |                |
| 2003 | Whoopi                                 | Cub Scout #2     |                |
| 2004 | Ed                                     | Pequeño Tommy    |                |
| 2005 | Vida de Stephen                        | Stephen Silver   | Película de TV |
| 2005 | Phil del futuro                        | Nathan           |                |
| 2006 | Prodigio/Bully                         | Henry Tammer     | Película de TV |
| 2008 | ER                                     | Monocicle Boy    |                |
| 2009 | Ace Ventura Jr.: Detective de mascotas | Ace Ventura, Jr. | Película de TV |
| 2013 | 30 Rock                                | Duncan           |                |
| 2017 | "Nunca" el LARP Sitcom                 | Kane Able        | Webseries      |